# پیتزا این
پیتزا این (انگلیسی: Pizza Inn) شرکت رستوران‌های زنجیره‌ای آمریکایی است، که در سال ۱۹۵۸ تأسیس شد.